# Agenzia dell'Unione europea per la formazione delle autorità di contrasto
L'Agenzia dell'Unione europea per la formazione delle autorità di contrasto (CEPOL, fino al 2016 Accademia europea di polizia) nata nel 2001, con sede a Bramshill House (Regno Unito), è diventata un'agenzia dell'Unione europea nel 2005. Dal 1º ottobre 2014 ha trasferito la sua sede a Budapest, in Ungheria. L'obiettivo dell'agenzia è l'attività formativa nel campo dell'applicazione della legge e della specializzazione operativa delle varie forze di polizia europee.

## Descrizione
Essa riunisce alti funzionari di polizia europei con l'obiettivo di incoraggiare la cooperazione transfrontaliera nella lotta contro la criminalità, mantenimento della pubblica sicurezza, della legge e dell'ordine.
Vengono organizzati tra 80-100 corsi, seminari e conferenze l'anno. L'attuazione delle attività, che coprono una vasta gamma di argomenti, avviene negli istituti nazionali d'addestramento di polizia degli Stati membri.
Il segretariato del CEPOL è gestito da un direttore esecutivo, nominato per un periodo quadriennale.
Il direttore è responsabile nei confronti del consiglio di amministrazione che è costituito da rappresentanti degli Stati membri dell'Unione europea, solitamente direttori degli istituti nazionali d'addestramento di polizia.
Il presidente del consiglio di amministrazione è un rappresentante degli Stati membri che esercita la presidenza del Consiglio dell'Unione europea.
Il consiglio di amministrazione di norma si riunisce quattro volte l'anno e ha istituito quattro commissioni. I comitati sono sostenuti da gruppi di lavoro, gruppi di progetto e sottogruppi.
Il segretariato ha circa 25 membri del personale che effettua il quotidiano lavoro, in due unità; l'unità responsabile del programma e le unità di amministrazione.
L'acronimo CEPOL è francese e sta per Collège européen de police (in inglese EPOLC - European Police College).